# Dan Peters
Dan Peters, född den 18 augusti 1967 i Seattle, Washington i USA, är en amerikansk trummis. Han gick vid 15 års ålder med i bandet Bundle of Hiss och är sedan 1988 medlem i Mudhoney. Peters är även känd som en tillfällig trummis i Nirvana, en plats han tog över efter Chad Channing. Den 22 september 1990 uppträdde han på sin enda konsert med Nirvana och han var även med under inspelningen av singeln "Sliver", utgiven samma månad. Följande månad tog Dave Grohl över som trummis i Nirvana, en plats han höll till bandets upplösning 1994. Peters har sagt att det enda han ångrade med sin tid i Nirvana var att han inte fick närvara under inspelningen av Nevermind (1991). Han syns även i filmen Black Sheep från 1996.